# DJ Krime
DJ Krime, właśc. Wojciech Długosz (ur. 1978 w Krakowie), znany również jako Mr Krime – polski DJ i producent muzyczny, obecny na polskiej scenie muzycznej od 1994 roku. Jest pionierem turntablizmu w Polsce. Jest bratem MK Fever. Dwukrotny Mistrz Europy Wschodniej Vestax Extravaganza (2001, 2002), Mistrz Polski ITF (2003) oraz Mistrz w kategorii "Drums Deluxe" Wheels On Fire.

## Dyskografia
Albumy
| Tytuł                                               | Dane dot. albumu                                      |
| --------------------------------------------------- | ----------------------------------------------------- |
| Stamina Beatz                                       | - Data: 2002 - Wydawca: Opimatics                     |
| Return Of Stamina Beatz                             | - Data: 2003 - Wydawca: Zooteka Records               |
| Into the Groove (oraz Adam Port)                    | - Data: 2005 - Wydawca: wydanie własne                |
| Strictly Hip Hop Classics Vol. 1                    | - Data: 2004 - Wydawca: wydanie własne                |
| Krime Story Vol.1                                   | - Data: 2005 - Wydawca: wydanie własne                |
| Krime Story Vol.2                                   | - Data: 2009 - Wydawca: wydanie własne                |
| Rap History 1992                                    | - Data: 2010 - Wydawca: Rap History Warsaw            |
| Music For Night People (oraz Daniel Drumz)          | - Data: 2010 - Wydawca: wydanie własne                |
| Phat'N'all Dat - Not Your Ordinary 90's Hip Hop Mix | - Data: 2011 - Wydawca: wydanie własne                |
| Feel This Way                                       | - Data: 14 kwietnia 2014 - Wydawca: U Know Me Records |

Inne
| Album                                              | Rok  | Uwagi | Źródło |
| -------------------------------------------------- | ---- | --- | ------ |
| Bolec – Żeby było miło                             | 1997 | scratche w utworach "Żeby było miło", "Szopka", "Olej całą resztę", "Lolita" i "Mój czas"                      | [ 12 ] |
| Red – Red's Bobyahedz - Odyseya 1                  | 2000 | scratche w utworze "Pokaż co potrafisz"                                                                        | [ 13 ] |
| Żustoprocent - Hiphobbitz Vol. 1                   | 2003 | scratche w utworze "Dedykacja"                                                                                 | [ 14 ] |
| PCP – Północ Centrum Południe                      | 2004 | scratche w utworze "Żądze", "Grooby melanż", "Podejrzani", "Kłopoty (skąd cały ten ambaras?)" i "Globetrotter" | [ 15 ] |
| MC Santana aka Semtex - Clockwork Dark // Derailed | 2006 | gościnny udział w utworze "Speak With Ur Handz"                                                                | [ 16 ] |
| Daniel Drumz – Nightsessions At Seventh Floor      | 2007 | scratche i pianino                                                                                             | [ 17 ] |
| Sokół feat. Pono – Ty przecież wiesz co            | 2008 | produkcja utworu "Wielu by chciało, żeby to był koniec"                                                        | [ 18 ] |
| Stylowa Spółka Społem - Powrót do przyszłości      | 2010 | miksowanie i programowanie w utworze "Don’t Stop The Body Rock Po 30tce"                                       | [ 19 ] |
| Aura - Kolekcjoner myśli                           | 2010 | scratche w utworze "Kolekcjoner myśli"                                                                         | [ 20 ] |
| Przeplach - Slow Flow                              | 2010 | pianino elektryczne                                                                                            | [ 21 ] |
| Sokół i Marysia Starosta – Czysta brudna prawda    | 2011 | remiks utworu "Obojętnie"                                                                                      | [ 22 ] |
| En2ak - Celestial Toyroom                          | 2011 | gościnny udział w utworach "3irth" i "Smoke"                                                                   | [ 23 ] |
| Metro - Antidotum 2                                | 2012 | scratche w utworze "DJ’s Tribute"                                                                              | [ 24 ] |
| Modulators - Insert Coin                           | 2012 | gościnny udział w utworze "We Are The Modulators"                                                              | [ 25 ] |
| Lower Entrance - Mass Production EP                | 2012 | gościnny udział w utworze "Free"                                                                               | [ 26 ] |
| Sztigar Bonko - Jo! Sznupia                        | 2013 | scratche w utworach "Blam Pam" i "Funky Joint"                                                                 | [ 27 ] |
| Obywatel MC - Getto Deluks                         | 2013 | scratche w utworze "Jak nie my to kto"                                                                         | [ 28 ] |